# Lonesome Luke, Lawyer
Lonesome Luke, Lawyer é um curta-metragem norte-americano de 1917, do gênero comédia, estrelado por Harold Lloyd.

## Elenco
- Harold Lloyd - Lonesome Luke
- Bebe Daniels
- Snub Pollard
- Bud Jamison

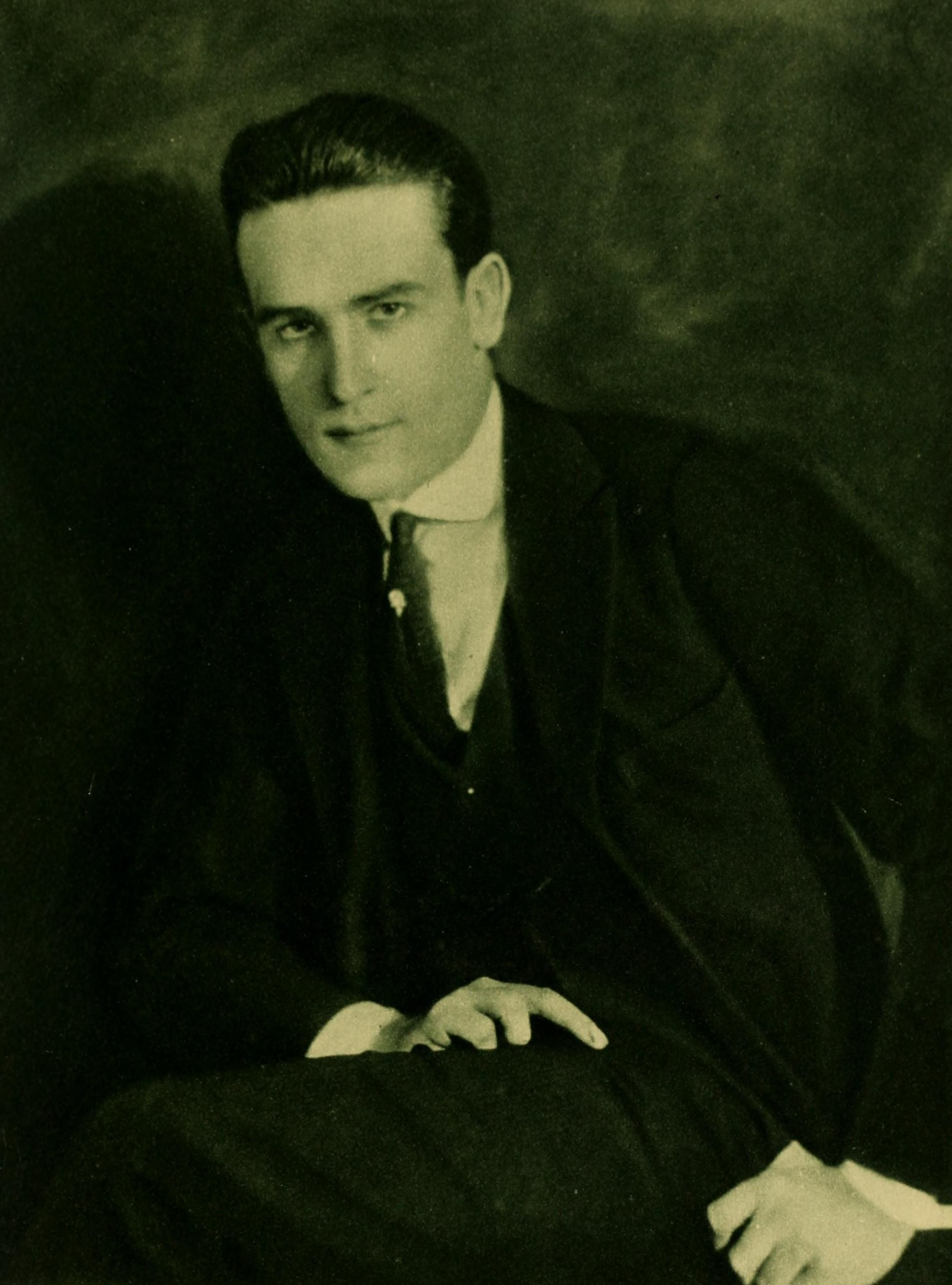
Harold Lloyd

- Charles Stevenson - (como Charles E. Stevenson)
- W.L. Adams
- Estelle Harrison
- Sidney De Gray
- Gus Leonard
- Lottie Case
- Sammy Brooks
- Merta Sterling - (como Myrtle Sterling)
- Dorothea Wolbert - (como Dorothy Wolbert)
- Harry L. Rattenberry
- C.G. King
- Norman Napier